# زینتسهایم
زینتسهایم (به آلمانی: Sinzheim) یک شهر در آلمان است که در بادن-وورتمبرگ واقع شده‌است. زینتسهایم ۱۱٬۲۱۷ نفر جمعیت دارد.